# Chaetopapuaia setifrons
Chaetopapuaia setifrons är en tvåvingeart som beskrevs av John Richard Vockeroth 1972. Chaetopapuaia setifrons ingår i släktet Chaetopapuaia och familjen husflugor. Inga underarter finns listade i Catalogue of Life.